# Jurij Skworcow
Jurij Aleksandrowicz Skworcow (ros. Юрий Александрович Скворцов, ur. 20 lutego 1929 w Moskwie, zm. 1998) – rosyjski skoczek narciarski reprezentujący Związek Radziecki, a następnie trener tej dyscypliny sportu. Akademicki mistrz świata (1953), uczestnik mistrzostw świata seniorów (1954). Wielokrotny medalista mistrzostw ZSRR.

## Życiorys
Był zawodnikiem klubu Dinamo Moskwa. W jego barwach czterokrotnie zdobywał mistrzostwo Związku Radzieckiego (w 1948, 1949, 1952 i 1953).
Dwukrotnie stawał na podium akademickich mistrzostw świata – w 1953 zwyciężył w tych zawodach, a trzy lata później zdobył srebrny medal. W 1954 wziął udział w mistrzostwach świata seniorów, zajmując 31. lokatę w konkursie indywidualnym.
Startował w czwartej i piątej edycji Turnieju Czterech Skoczni – największy sukces odniósł 8 stycznia 1956, wygrywając konkurs rozegrany w Bischofshofen.
W 1955 zajął 7. lokatę w próbie przedolimpijskiej w Cortinie d’Ampezzo, jednak rok później nie wystartował w rozegranych w tej miejscowości igrzyskach olimpijskich.
Zajmował pozycje w drugiej dziesiątce prestiżowych imprez międzynarodowych – Festiwalu Narciarskim w Holmenkollen i Igrzyskach Narciarskich w Lahti. Ponadto stawał na podium konkursów międzynarodowych niższej rangi rozgrywanych w Sztokholmie i Moskwie.
Po zakończeniu kariery sportowej został trenerem.
Zmarł w 1998 roku. Został pochowany na Cmentarzu Kuncewskim w Moskwie.